# (72618) 2001 FC23
(72618) 2001 FC23 – planetoida z pasa głównego asteroid okrążająca Słońce w ciągu 4,58 lat w średniej odległości 2,76 j.a. Odkryta 21 marca 2001 roku.